# ژنوی بوچنر
ژنوی بوچنر (به انگلیسی: Genevieve Buechner) (زاده ۱۰ نوامبر ۱۹۹۱) بازیگر کانادایی است.
از فیلم‌های معروف او می‌توان به فیلم برش نهایی اشاره کرد.